# Terramex
Terramex è un videogioco a piattaforme di avventura dinamica del 1987, sviluppato dalla Teque Software e pubblicato dalla Grandslam Entertainment per i computer Amiga, Amstrad CPC, Archimedes, Atari ST, Commodore 64, MSX e ZX Spectrum. In Nordamerica (Amiga e C64) uscì con il titolo Cosmic Relief: Prof. Renegade to the Rescue, edito dalla Datasoft. Con stile da cartone animato, il gioco permette di scegliere tra cinque personaggi e richiede di risolvere enigmi spesso basati su oggetti strampalati.
Il codice del gioco, in tutte le versioni, è stato scritto da Peter Harrap (allora noto per Monty Mole) e Shaun Hollingworth, mentre la colonna sonora da Ben Daglish.

## Trama
Il professor Eyestrain (Renegade nelle edizioni americane) ha previsto l'imminente collisione di un asteroide contro la Terra ed è l'unico in grado di evitare il disastro. Lo scienziato però, in passato non creduto e deriso, ora vive come un eremita in un laboratorio sotterraneo in mezzo al deserto. Un gruppo di cinque esploratori di diverse nazionalità, rappresentati come personaggi stereotipati dell'epoca coloniale, ha il compito di rintracciare Eyestrain. Dopodiché dovranno procuragli gli oggetti necessari a realizzare nel suo laboratorio un deflettore di asteroidi, che nella scena finale appare come un'enorme aletta da flipper.

## Modalità di gioco
A inizio partita si seleziona uno dei cinque personaggi, i quali differiscono tra loro solo nell'aspetto e nella capacità di usare un certo oggetto, per cui a un certo punto dovranno seguire una strategia diversa per raggiungere Eyestrain. Il gioco si svolge in un'unica grande area bidimensionale da esplorare, composta da molte schermate su più piani, con visuale di lato e grafica stile cartone animato. Gli ambienti comprendono deserto roccioso, caverne, il laboratorio sotterraneo, e un non meglio identificato luogo sopra le nuvole, ornato da colonne antiche.
Il personaggio del giocatore è disarmato e può camminare, saltare, salire su appigli verticali e raccogliere oggetti. Un solo oggetto è quello attualmente in uso e può avere un qualche effetto nelle opportune situazioni, spesso in modo assurdo, ad esempio un aspirapolvere permette, solo in determinate zone, di volare ed è l'unico modo per raggiungere l'area sulle nuvole. Gli altri oggetti posseduti vengono conservati in un inventario grafico sotto la visuale, rappresentato da una serie di portatori africani che si può scorrere con la tastiera. C'è una funzione per chiedere aiuto: se possibile, il personaggio suggerisce quale oggetto può essere utile in un dato momento, mostrandone l'immagine. A volte il personaggio può rifiutare, scuotendo la testa, di compiere certe azioni, come gettarsi da un'altezza letale.
Il contatto con i nemici causa la perdita immediata di una delle tre vite. I primi pericoli che si incontrano sono serpenti, creature volanti simili a pterodattili, e grosse gocce di pioggia acida. Nel sottosuolo si incontrano altre creature fantasiose frutto degli esperimenti del professore. C'è inoltre un limite di tempo complessivo prima dell'impatto dell'asteroide.